# Cristòfol Castanyer
Cristòfol « Tòfol » Castanyer i Bernat, né le 26 mai 1972 à Sóller, est un coureur de fond espagnol spécialisé en skyrunning et ultra-trail. Il a remporté la Skyrunner World Series 2010 et la CCC en 2012.

## Biographie
Cristòfol fait ses débuts en athlétisme sur piste et sur route. En 2001, il s'essaie aux sports de montagne en prenant part au semi-marathon du val d'Aran. N'ayant aucune expérience sur ce genre de terrain, il prend les commandes de la course sur un rythme soutenu. Ne voyant pas ses rivaux le rattraper, Cristòfol continue sur son rythme et remporte la victoire. Encouragé par ce résultat, il se spécialise progressivement en course en montagne et en skyrunning,.
Il fait ses débuts sur la scène internationale du skyrunning en 2007. Il décroche d'emblée ses premiers podiums en Skyrunner World Series en terminant deuxième du Marató de Muntanya de Berga derrière Raúl García Castán. Il termine troisième du SkyMarathon Sentiero 4 Luglio puis deuxième de la Dolomites SkyRace derrière Mitja Kosovelj. Il conclut la saison avec une cinquième place à Zegama-Aizkorri et termine troisième du classement général de la série.
Le 12 juillet 2008, il termine à la dixième place des championnats d'Europe de course en montagne à Zell am Harmersbach. Grâce à un tir groupé des athlètes espagnols, il décroche la médaille d'argent au classement par équipes avec Javier Crespo neuvième et Vicente Capitán treizième. Une semaine plus tard, il prend à nouveau le départ de la Dolomites SkyRace qui compte comme épreuve SkyRace des SkyGames. Suivant son compatriote Kílian Jornet, Cristòfol parvient à battre l'Italien Tadei Pivk pour décrocher la médaille d'argent.
Il connaît une excellente saison 2010. Le 25 juillet, il rate de peu le podium de l'édition inaugurale des Championnats du monde de skyrunning se déroulant dans de le cadre du Giir di Mont, terminant à 49 secondes derrière Luis Alberto Hernando. Le 1er août, il domine le Chaberton Marathon et s'impose avec cinq minutes d'avance sur son compatriote Jessed Hernández. Il conclut une solide saison par une troisième place au Mount Kinabalu Climbathon, terminant derrière Marco De Gasperi et le Népalais Sudip Kulung. Cette troisième place lui suffit pour s'adjuger le classement général de la Skyrunner World Series.
En 2011, sur conseil de son ami Agustí Roc, il participe à la Transalpine-Run avec Miquel Capó Soler, puis au Cavalls del Vent. Il découvre ainsi la discipline de l'ultra-trail,.
Le 8 juillet 2012, il prend part au SkyMarathon des SkyGames à Vilaller. Étant parti sur les talons de Luis Alberto Hernando pour la seconde place, il lève le pied en cours de route, sans doute encore fatigué par sa performance au marathon du Mont-Blanc une semaine auparavant. S'accrochant pour la troisième marche du podium, il échoue finalement à la quatrième place, battu par David López pour dix secondes. Le 31 août, il prend le départ de la CCC sur un parcours raccourci en raison des conditions météorologiques difficiles. Effectuant la course seul en tête, il s'impose en 8 h 57 min 4 s, avant le temps estimé par les organisateurs et à plus de 40 minutes devant son plus proche poursuivant, Mikaël Pasero.
Annoncé comme l'un des favoris de l'édition 2014 de l'Ultra-Trail du Mont-Blanc, Cristòfol effectue la quasi-totalité de la course en compagnie de son compatriote Iker Karrera. N'arrivant pas à suivre le rythme imposé par François D'Haene, les deux Espagnols se serrent les coudes pour terminer ensemble. Au chronomètre Cristòfol est crédité de la deuxième place, quatre secondes devant Iker.
Le 23 avril 2016, il prend le départ du Reventón Trail comptant comme championnats d'Espagne de trail. S'élançant dans le groupe de tête aux côtés de Pablo Villa, Manuel Merillas et Dani García. Alors que Pablo lâche du terrain, Cristòfol lance son attaque au 35e kilomètre et termine la course sur un rythme soutenu pour remporter le titre ainsi que la sélection aux championnats du monde de trail à Gerês. Lors de ces derniers, alors que son compatriote Luis Alberto Hernando file en tête pour s'emparer du titre, Cristòfol parvient à remonter le peloton pour décrocher la huitième place. Avec ses compatriotes, il remporte la médaille d'argent au classement par équipes.
Le 29 juillet 2017, un mois après avoir terminé onzième du Western States Endurance Run, il domine le Swiss Alpine Marathon K78 pour s'offrir la victoire.

## Palmarès

### Skyrunning
| no  | masculin           | Course                                            | Longueur | Départ            | Temps           |
| --- | ------------------ | ------------------------------------------------- | -------- | ----------------- | --------------- |
| 2e  | Médaille d'argent  | Marató de Muntanya de Berga                       | 42 km    | 20 mai 2007       | 4 h 21 min 46 s |
| 3e  | Médaille de bronze | SkyMarathon Sentiero 4 Luglio                     | 42 km    | 1er juillet 2007  | 4 h 16 min 3 s  |
| 2e  | Médaille d'argent  | Dolomites SkyRace                                 | 22 km    | 29 juillet 2007   | 2 h 6 min 30 s  |
| 5e  | 5e                 | Zegama-Aizkorri                                   | 42,2 km  | 23 septembre 2007 | 4 h 7 min 15 s  |
| 2e  | Médaille d'argent  | SkyGames - SkyRace                                | 22 km    | 20 juillet 2008   | 2 h 6 min 49 s  |
| 3e  | Médaille de bronze | Trofeo Scaccabarozzi - Sentiero Delle Grigne      | 43 km    | 21 septembre 2008 | 4 h 56 min 45 s |
| 1re | Médaille d'or      | Puyada Oturia                                     | 38 km    | 25 septembre 2009 | 3 h 21 min 0 s  |
| 4e  | 4e                 | Championnats du monde de skyrunning - SkyMarathon | 32 km    | 25 juillet 2010   | 3 h 11 min 49 s |
| 1re | Médaille d'or      | Chaberton Marathon - Trail des Forts              | 42,5 km  | 1er août 2010     | 4 h 28 min 13 s |
| 6e  | 6e                 | Marathon de Pikes Peak                            | 42,2 km  | 22 août 2010      | 4 h 11 min 25 s |
| 3e  | Médaille de bronze | Mount Kinabalu Climbathon                         | 21 km    | 24 octobre 2010   | 2 h 58 min 0 s  |
| 4e  | 4e                 | SkyGames - SkyMarathon                            | 42 km    | 8 juillet 2012    | 4 h 22 min 9 s  |
| 1re | Médaille d'or      | Giir di Mont                                      | 32 km    | 29 juillet 2012   | 3 h 19 min 19 s |
| 2e  | Médaille d'argent  | Giir di Mont                                      | 32 km    | 28 juillet 2013   | 3 h 20 min 27 s |
| 2e  | Médaille d'argent  | Gorbeia Suzien                                    | 31 km    | 18 octobre 2014   | 2 h 46 min 56 s |
| 2e  | Médaille d'argent  | Whiteface SkyRace                                 | 31 km    | 28 juin 2015      | 3 h 35 min 0 s  |
| 2e  | Médaille d'argent  | Gorbeia Suzien                                    | 31 km    | 27 septembre 2015 | 2 h 57 min 13 s |
| 3e  | Médaille de bronze | Trail Pirineu                                     | 56 km    | 5 octobre 2019    | 5 h 28 min 50 s |
| 2e  | Médaille d'argent  | Garmin Epic Trail 24KM                            | 24 km    | 2 juillet 2023    | 2 h 50 min 47 s |

### Course en montagne
| no  | masculin           | Course                                      | Longueur | Départ           | Temps           |
| --- | ------------------ | ------------------------------------------- | -------- | ---------------- | --------------- |
| 10e | 10e                | Championnats d'Europe de course en montagne | 12,8 km  | 12 juillet 2008  | 51 min 51 s     |
| 3e  | Médaille de bronze | Course du Ben Nevis                         | 14 km    | 6 septembre 2008 | 1 h 32 min 26 s |
| 3e  | Médaille de bronze | Course du Ben Nevis                         | 14 km    | 5 septembre 2009 | 1 h 36 min 24 s |
| 10e | 10e                | Championnats d'Europe de course en montagne | 12,2 km  | 4 juillet 2010   | 48 min 51 s     |
| 2e  | Médaille d'argent  | K42 Adventure Marathon                      | 42 km    | 13 novembre 2011 | 3 h 34 min 7 s  |
| 2e  | Médaille d'argent  | Marathon du Mont-Blanc                      | 42 km    | 29 juin 2012     | 3 h 45 min 55 s |
| 5e  | 5e                 | Sierre-Zinal                                | 31 km    | 12 août 2012     | 2 h 41 min 0 s  |

### Ultra-Trail
| no  | masculin           | Course                                      | Longueur | Départ            | Temps            |
| --- | ------------------ | ------------------------------------------- | -------- | ----------------- | ---------------- |
| 2e  | Médaille d'argent  | Cavalls del Vent                            | 84 km    | 1er octobre 2011  | 9 h 27 min 17 s  |
| 1re | Médaille d'or      | CCC                                         | 86 km    | 31 août 2012      | 8 h 57 min 4 s   |
| 2e  | Médaille d'argent  | Cavalls del Vent                            | 101 km   | 21 septembre 2013 | 10 h 25 min 41 s |
| 4e  | 4e                 | Transvulcania                               | 74,3 km  | 10 mai 2014       | 7 h 23 min 56 s  |
| 2e  | Médaille d'argent  | Ultra-Trail du Mont-Blanc                   | 168 km   | 29 août 2014      | 20 h 55 min 42 s |
| 4e  | 4e                 | North Face Endurance Challenge - California | 50 mi    | 6 décembre 2014   | 6 h 21 min 13 s  |
| 3e  | Médaille de bronze | Grand Trail des Templiers                   | 75 km    | 25 octobre 2015   | 6 h 48 min 3 s   |
| 1re | Médaille d'or      | Championnats d'Espagne de trail             | 55 km    | 9 avril 2016      | 4 h 52 min 35 s  |
| 2e  | Médaille d'argent  | Ultra Trail de l'île de Madère              | 115 km   | 23 avril 2016     | 14 h 12 min 45 s |
| 1re | Médaille d'or      | Złoty Maraton                               | 44,4 km  | 21 juillet 2016   | 3 h 45 min 43 s  |
| 8e  | 8e                 | Championnats du monde de trail              | 85 km    | 29 octobre 2016   | 8 h 58 min 27 s  |
| 1re | Médaille d'or      | Swiss Alpine Marathon K78                   | 78 km    | 29 juillet 2017   | 6 h 25 min 46 s  |
| 1re | Médaille d'or      | Zugspitz Ultratrail                         | 101 km   | 16 juin 2018      | 10 h 59 min 3 s  |
| 1re | Médaille d'or      | Swissalpine Irontrail T88                   | 88 km    | 28 juillet 2018   | 8 h 20 min 43 s  |
| 4e  | 4e                 | TDS                                         | 119 km   | 29 août 2018      | 13 h 58 min 25 s |
| 2e  | Médaille d'argent  | Zugspitz Supertrail                         | 64 km    | 15 juin 2019      | 6 h 10 min 54 s  |
| 2e  | Médaille d'argent  | Swissalpine Irontrail T88                   | 88 km    | 27 juillet 2019   | 9 h 12 min 59 s  |
| 3e  | Médaille de bronze | Transgrancanaria Advanced                   | 65 km    | 7 mars 2020       | 6 h 9 min 21 s   |

## Records
| Épreuve       | Performance     | Date             | Lieu              |
| ------------- | --------------- | ---------------- | ----------------- |
| Semi-marathon | 1 h 8 min 18 s  | 17 mars 2002     | Palma de Majorque |
| Marathon      | 2 h 25 min 38 s | 24 novembre 2013 | Saint-Sébastien   |